# Liste des lacs de Suisse

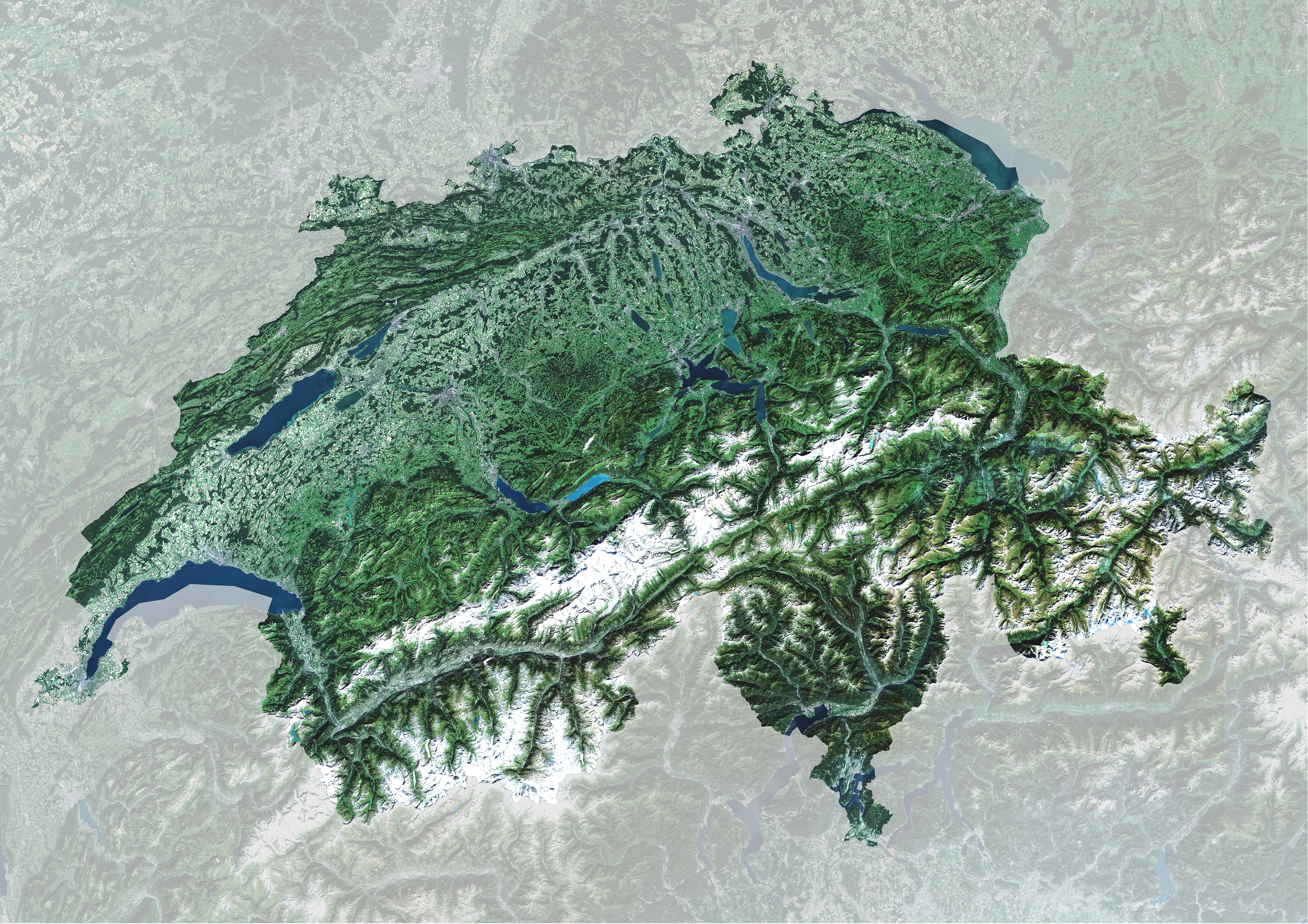

Cet article présente la liste des lacs dont tout ou partie de la superficie se situe en Suisse. Le pays compte environ 1 480 lacs,, dont environ 175 ont une superficie de plus de 10 hectares (0,1 km2). La superficie totale occupée par des lacs est de 1 422,4 km2, dont 1 232,8 km2 pour les lacs d'une superficie supérieure à 10 km2.

## Par superficie
La liste qui suit ne présente que les 20 lacs naturels d'une superficie de plus de 5 km2 (le lac de Sihl, artificiel, possède lui aussi une superficie de plus de 10 km2). Le plus grand lac situé entièrement sur le territoire suisse est le lac de Neuchâtel. Les lacs Léman, de Constance, Majeur et de Lugano étant situés de part et d'autre d'une frontière la superficie du lac et la superficie de sa partie suisse sont spécifiées. Tous ces lacs sont naturels, c'est-à-dire qu'ils se sont formés de manière naturelle, cependant la plupart d'entre eux ont aujourd'hui un niveau régulé artificiellement.
| Nom                                       | Image | Cours d'eau émissaire | Bassin-versant  | Canton / Partagé avec                       | Superficie (km2)          | Altitude (m) | Profondeur max. (m) |
| ----------------------------------------- | ----- | --------------------- | --------------- | ------------------------------------------- | ------------------------- | ------------ | ------------------- |
| Léman                                     |       | Rhône                 | Bassin du Rhône | Vaud, Genève, Valais France                 | +00580, (tot.) 345,3 (CH) | 372          | 310                 |
| Lac de Constance Bodensee                 |       | Rhin                  | Bassin du Rhin  | Thurgovie, Saint-Gall Allemagne et Autriche | +00539, (tot.) 172,9 (CH) | 396          | 252                 |
| Lac de Neuchâtel Neuenburgersee           |       | Canal de la Thielle   | Aar             | Neuchâtel, Vaud, Fribourg, Berne            | +00215,                   | 429          | 153                 |
| Lac Majeur Lago Maggiore                  |       | Tessin                | Bassin du Pô    | Tessin Italie                               | +00212, (tot.) 40,5 (CH)  | 193          | 372                 |
| Lac des Quatre Cantons Vierwaldstättersee |       | Reuss                 | Aar             | Lucerne, Nidwald, Schwytz, Uri, Obwald      | +00114,                   | 434          | 214                 |
| Lac de Zurich Zürichsee                   |       | Limmat                | Aar             | Zurich, Schwytz, Saint-Gall                 | +00088,                   | 406          | 143                 |
| Lac de Lugano Lago di Lugano              |       | Tresa                 | Bassin du Pô    | Tessin Italie                               | +00049, (tot.) 30,0 (CH)  | 270          | 288                 |
| Lac de Thoune Thunersee                   |       | Aar                   | Aar             | Berne                                       | +00048,                   | 558          | 215                 |
| Lac de Bienne Bielersee                   |       | Aar                   | Aar             | Berne, Neuchâtel                            | +00040,                   | 429          | 74                  |
| Lac de Zoug Zugersee                      |       | Lorze                 | Aar             | Zoug, Schwytz, Lucerne                      | +00038,                   | 413          | 198                 |
| Lac de Brienz Brienzersee                 |       | Aar                   | Aar             | Berne                                       | +00030,                   | 564          | 260                 |
| Lac de Walenstadt Walensee                |       | Canal de la Linth     | Aar             | Saint-Gall, Glaris                          | +00024,                   | 419          | 144                 |
| Lac de Morat Murtensee                    |       | Canal de la Broye     | Aar             | Fribourg, Vaud                              | +00023,                   | 429          | 45                  |
| Lac de Sempach Sempachersee               |       | Suhre                 | Aar             | Lucerne                                     | +00014,                   | 504          | 87                  |
| Lac de Hallwil Hallwilersee               |       | Aabach                | Aar             | Argovie, Lucerne                            | +00010,                   | 448          | 48                  |
| Lac de Joux                               |       | Orbe                  | Orbe            | Vaud                                        | +0 0009,                  | 1004         | 32                  |
| Lac de Greifen Greifensee                 |       | Aabach                | Aabach          | Zurich                                      | +0 0008,                  | 435          | 34                  |
| Lac de Sarnen Sarnersee                   |       | Sarner Aa (de)        | Sarner Aa       | Obwald                                      | +0 0008,                  | 469          | 51                  |
| Lac d'Ägeri Ägerisee                      |       | Hüribach (de)         | Lorze           | Zoug                                        | +0 0007,                  | 724          | 83                  |
| Lac de Baldegg Baldeggersee               |       | Ron (de)              | Aabach          | Lucerne                                     | +0 0005,                  | 463          | 66                  |

## Rives des lacs de Suisse
En Suisse, l'aménagement des rives des lacs est soumis à la Loi fédérale sur l’aménagement du territoire qui a notamment pour principe que « le paysage doit être préservé » et qu’il convient de « tenir libres les bords des lacs et des cours d’eau et de faciliter au public l’accès aux rives et le passage le long de celles-ci ».
En 2022, l’association Rives publiques, dont le siège se trouve à Mies, annonce qu'elle va lancer une initiative populaire fédérale pour rendre les bords des lacs à la population. La récolte de signatures commencera au printemps 2023. Selon le président de l'association, Victor von Wartburg, il remarque que les cantons peinent à appliquer les législations. Dans le canton de Vaud, les populations de La Tour-de-Peilz, en 2010, et de Gland, en 2012, ont voté la création d’un cheminement piétonnier le long du lac. Ni l’un ni l’autre ne sont encore réalisés,.